# Brauerei Bosch

Bierglas der Brauerei

Die Brauerei Bosch GmbH & Co. KG ist eine handwerkliche Brauerei in Bad Laasphe. Sie ist die drittälteste Brauerei in Nordrhein-Westfalen und das älteste Unternehmen im Wittgensteiner Land. Bosch verkauft seine Biere insbesondere in den Landkreisen Siegen-Wittgenstein, Marburg-Biedenkopf, Gießen, Hochsauerland und Lahn-Dill sowie in der Region Mainz-Wiesbaden.

## Geschichte
Das Unternehmen wurde 1705 durch den Bäcker und Gastwirt Johann Friedrich Schuppert (1661–1730) aus Mähren gegründet. Der Betrieb wurde über seinen Sohn Johann Friedrich Schuppert (1697–1762) und seinen Enkel Christian Friedrich Schuppert (1741–1808) weitergeführt. Aufgrund der kargen Böden reichte damals ein Beruf kaum zum Überleben aus. Daher waren die Schupperts Landwirte, Bäcker, Gastwirte und Brauer.

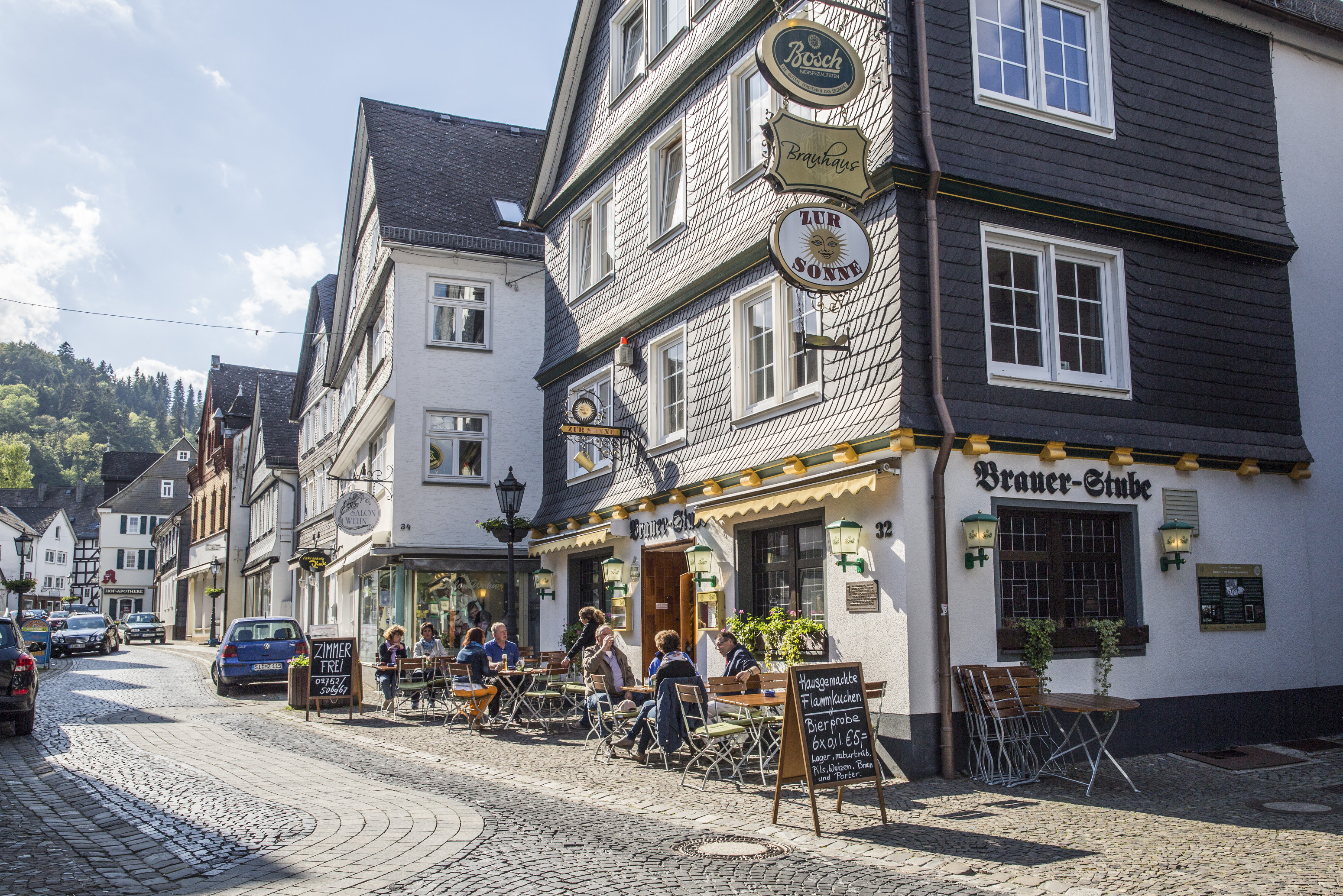
Brauhaus Zur Sonne, Stammhaus der Brauerei Bosch

1825 kam Georg Eberhard Bosch aus dem Siegerland nach Laasphe, um bei Gründer-Enkel Christian Friedrich Schuppert in die Lehre zu gehen und das Brauerhandwerk zu erlernen. Durch Heirat der Tochter von Friedrich Christian Schuppert kam die Brauerei nach dessen Tod zum Namen Bosch. Georg Eberhard Bosch pachtete die Brauerei wohl. Nicht viel später lieferte er bereits per Ochsengespann nach Winterberg und die angrenzenden hessischen Gebiete.
Die Brauerei wuchs und Friedrich „Fritz“ Bosch ließ ein größeres Sudhaus für 3.700 Liter pro Sud bauen. Es folgte ein steter Ausbau der Kapazitäten.
Am 15. September 2007 übernahm Hans-Christian Bosch die Geschäftsleitung der Traditionsbrauerei. Inzwischen wird das Familienunternehmen in der elften Generation geführt.

## Markenstrategie
Die Brauerei Bosch positioniert sich bewusst als handwerkliche Alternative zu den benachbarten Industriebrauereien. So wird bei der Herstellung von Bosch Bier auf die Verwendung von industriellen Hopfenextrakt verzichtet und stattdessen Naturhopfen in Pelletform verwendet. Die Biere werden auch nicht vor der Abfüllung pasteurisiert, sondern naturbelassen abgefüllt. Eine Besonderheit sind die langen Reifezeiten des Bieres von bis zu drei Monaten.
Für die Belieferung der Gastronomie und Veranstaltungen unterhält die Brauerei eine eigene LKW-Flotte.
Der offizielle Werbeslogan der Marke ist Bosch. Anders seit 1705.
Für den nationalen und internationalen Markt werden Biere unter der Marke Propeller Getränke produziert, für die eine formell eigenständige GmbH gegründet wurde.
Die Brauerei Bosch besitzt mit dem Bosch Bier Club einen eigenen Fanclub, der über 1.500 Mitglieder hat.
Der Brauereigasthof Zur Sonne in der Bad Laaspher Königstraße ist das Stammhaus der Braufamilie Bosch und wird auch heute noch als Brauereigasthof betrieben.

## Auszeichnungen
Die Brauerei Bosch ist als eine von drei Brauereien in Nordrhein-Westfalen mit dem Slow Brewing-Gütesiegel ausgezeichnet worden. Es gilt als das strengste internationale Gütesiegel für Bier.
Zudem wurden die Biere der Brauerei mehrfach beim European Beer Star, beim World Beer Cup sowie bei der Deutschen Landwirtschafts-Gesellschaft (DLG) prämiert.
Das Land Nordrhein-Westfalen ehrte die Produktqualität und das Engagement der Brauerei mit dem Landesehrenpreis für Lebensmittel und mit der Ehrenplakette für das Handwerk Meister.Werk.NRW.
Zudem belegte die Brauerei Bosch aufgrund ihrer besonderen Umweltschutzmaßnahmen den zweiten Platz beim Energy Efficiency Award 2009 von der Deutschen Energie-Agentur.

## Biere
Die Brauerei Bosch braut folgende Biere:
Marke Bosch
- Pils
- Braunbier
- Lager Hell
- Naturtrüb (hefetrübes Kellerbier)
- Porter: Schwarze Magie, ein untergäriges Schwarzbier mit 5,3 % Alkohol und einer Stammwürze von 13,3 %[14]
- Weizen
- Alkoholfrei
- Doppelbock (saisonal)
- Maibock (saisonal)

Marke Propeller

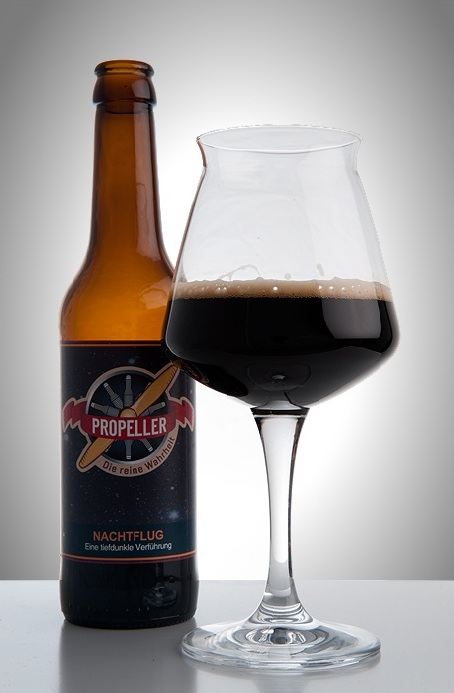
Eine Flasche Propeller Nachtflug. Deutsches Imperial Stout.

- Aufwind, ein India Pale Ale mit 6,5 % Alkohol[15]
- Nachtflug, ein Imperial Stout mit 9,1 % Alkohol[16]

Marke Bergmann
Export, Spezialbier, Pils und Schwarzbier. Diese Biere werden im Auftrag der Dortmunder Bergmann Brauerei gebraut und abgefüllt.

## Sonstige Produkte, die von Bosch vermarktet werden
- Bosch Radler
- Bosch dunkles Radler (Bosch Braunbier und Limonade)
- Bosch Fassbrause alkoholfrei
- Bosch Bierbrand

## Sonstiges
Die Brauerei ist Mitglied im Brauring, einer Kooperationsgesellschaft privater Brauereien aus Deutschland, Österreich und der Schweiz.